# 28091 Mikekane
28091 Mikekane è un asteroide della fascia principale. Scoperto nel 1998, presenta un'orbita caratterizzata da un semiasse maggiore pari a 2,2848914 UA e da un'eccentricità di 0,1640077, inclinata di 5,27008° rispetto all'eclittica.